# La máquina que ganó la guerra
La máquina que ganó la guerra (título original en inglés The Machine that Won the War) es una historia corta de ciencia ficción escrita por Isaac Asimov. La historia apareció por primera vez en la edición de octubre de 1961 de la revista The Magazine of Fantasy & Science Fiction, y fue reimpresa en las colecciones Nightfall y otras historias (1969) y Robot Dreams (1986). También fue publicado en una edición de Reader's Digest. Es parte de una serie de historias de ciencia ficción sobre el computador Multivac.

## Resumen
Tres líderes de la raza humana se encuentran discutiendo sobre su éxito en la guerra contra los Denebians y cómo la inteligencia artificial de Multivac fue un factor decisivo en su triunfo. Cada uno de los hombres admite que en realidad alteró su parte en los procesos de la supercomputadora, ya que sentían que la situación era demasiado compleja para ser decidida por ella y había fallas sistemáticas en su operación.
John Henderson, programador jefe de Multivac, admite que alteró los datos con que alimentaba a Multivac, ya que no confiaba en tener la información precisa de la situación. Max Jablonsky admite que alteró los datos que Multivac produjo, ya que sabía que Multivac no estaba en un buen estado de funcionamiento debido a la escasez de mano de obra y de repuestos. Por último, Lamar Swift, Director Ejecutivo de la Federación Solar, revela que él no había confiado en los informes elaborados por Multivac, y había tomado las decisiones finales mediante el azar al lanzar una moneda.
- Datos: Q2051614